# Defense Language Institute
Het Defense Language Institute (DLI) is een onderwijs- en onderzoeksinstelling van het Amerikaanse ministerie van Defensie. Het instituut biedt onderwijs aan in talen en culturen aan personeelsleden van het ministerie, inclusief de strijdkrachten, alsook aan een aantal cliënten van over de hele wereld.
Het instituut beschikt over meerdere locaties. Het Defense Language Institute English Language Center (DLIELC) heeft zijn campus op de Joint Base San Antonio in San Antonio (Texas). Het DLIELC staat in voor het aanleren van Engels aan internationale studenten. Het Defense Language Institute Foreign Language Center (DLIFLC) is gevestigd is in het oude presidio van Monterey in Monterey (Californië) en staat in voor het aanleren van meer dan 40 buitenlandse talen, gaande van Arabisch over Chinees, Perzisch, Spaans, Turks, enzovoort. Daarnaast is er een kantoor in Washington D.C. waar een aantal andere talen worden aangeboden.
De instelling reikt associate degrees uit.

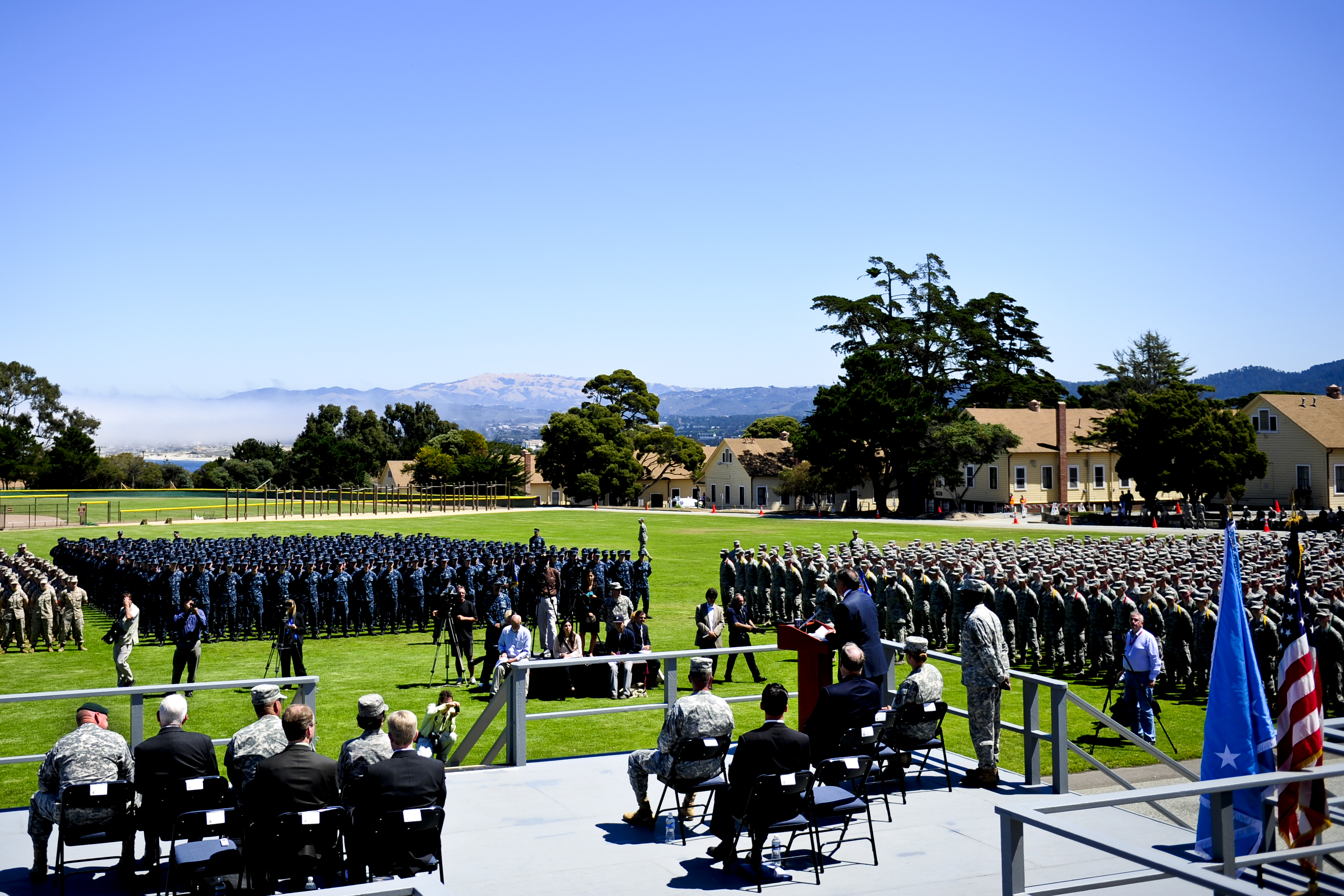
Toenmalig minister van Defensie Leon Panetta spreekt de troepen toe op de campus van het DLI in Monterey, op 23 augustus 2011.